# Округ (СССР)
О́круг — единица административно-территориального деления в СССР в 1923—1953 годах.
Был промежуточной единицей между областью (краем, республикой) и районом. Их создание началось в 1923 году и продолжалось до 1929 года. Окружное деление охватывало почти всю территорию СССР. 15 августа 1930 года почти все округа были ликвидированы, а районы подчинены непосредственно областным, краевым или республиканским советам. В 1930—1940-е годы округа создавались в окраинных районах краёв, областей и республик. Третья попытка введения окружного деления была предпринята в 1952—1953 годах, когда на округа были разделены Молдавская ССР, Армянская ССР и Карело-Финская ССР, а также Дагестанская АССР.

#### Округа Средневолжского края

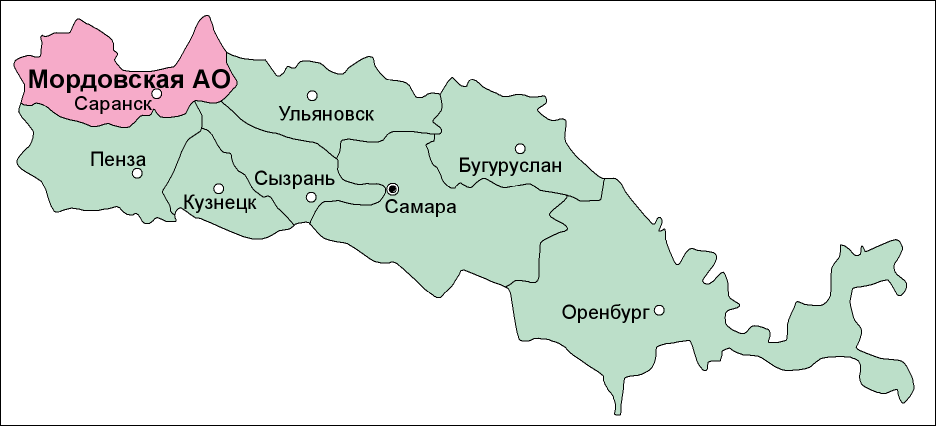
Средневолжский край (1930)

## Округа СССР в 1923—1930 годах

### ОкругаРСФСР

#### ОкругаКазакской АССР

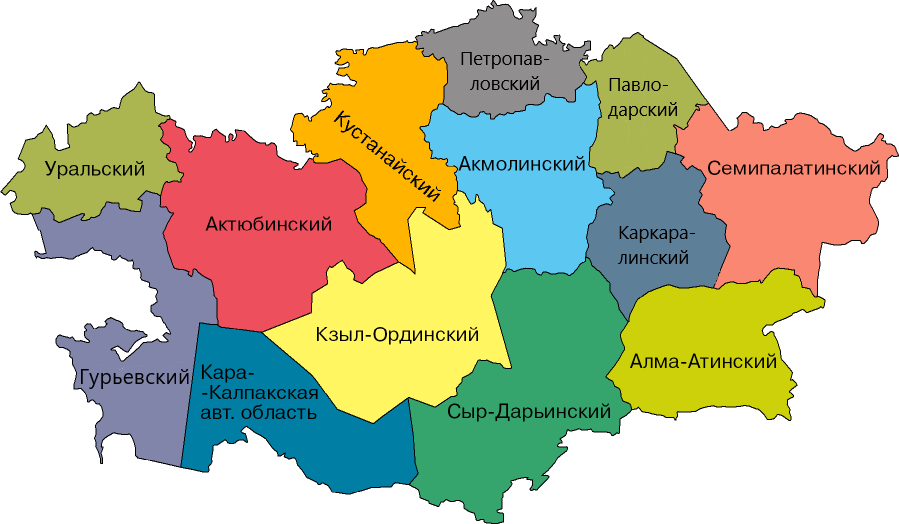
Округа Казакской АССР на начало 1930 года

| Название                        | Центр         | Годы существования |
| ------------------------------- | ------------- | ------------------ |
| Адаевский                       | Уил           | 1928—1929          |
| Акмолинский                     | Акмолинск     | 1928—1930          |
| Актюбинский                     | Актюбинск     | 1928—1930          |
| Алма-Атинский                   | Алма-Ата      | 1928—1930          |
| Гурьевский                      | Гурьев        | 1928—1930          |
| Каркаралинский                  | Каркаралинск  | 1928—1930          |
| Кзыл-Ординский                  | Кзыл-Орда     | 1928—1930          |
| Кустанайский                    | Кустанай      | 1925—1930          |
| Павлодарский                    | Павлодар      | 1928—1930          |
| Петропавловский (Кзыл-Джарский) | Петропавловск | 1928—1930          |
| Семипалатинский                 | Семипалатинск | 1928—1930          |
| Сыр-Дарьинский                  | Чимкент       | 1928—1930          |
| Уральский                       | Уральск       | 1928—1930          |

#### ОкругаКиргизской АССР
| Название | Центр | Годы существования |
| -------- | ----- | ------------------ |
| Ошский   | Ош    | 1928—1930          |

#### ОкругаЯкутской АССР
| Название    | Центр         | Годы существования |
| ----------- | ------------- | ------------------ |
| Алданский   | Алдан         |                    |
| Булунский   | Булун         | 1924—?             |
| Верхоянский | Верхоянск     |                    |
| Вилюйский   | Вилюйск       |                    |
| Колымский   | Среднеколымск |                    |
| Олёкминский | Олёкминск     |                    |
| Якутский    | Якутск        |                    |

#### ОкругаДальне-Восточного края
| Название        | Центр                     | Годы существования |
| --------------- | ------------------------- | ------------------ |
| Амурский        | Благовещенск              | 1926—1930          |
| Владивостокский | Владивосток               | 1926—1930          |
| Зейский         | Рухлово                   | 1926—1930          |
| Камчатский      | Петропавловск-Камчатский  | 1926—1932          |
| Николаевский    | Николаевск-на-Амуре       | 1926—1930          |
| Сахалинский     | Александровск-Сахалинский | 1926—1932          |
| Сретенский      | Сретенск                  | 1926—1930          |
| Хабаровский     | Хабаровск                 | 1926—1930          |
| Читинский       | Чита                      | 1926—1930          |

#### ОкругаНижегородского края
| Название       | Центр           | Годы существования |
| -------------- | --------------- | ------------------ |
| Арзамасский    | Арзамас         | 1929—1930          |
| Вятский        | Вятка           | 1929—1930          |
| Котельнический | Котельнич       | 1929—1930          |
| Муромский      | Муром           | 1929—1930          |
| Нижегородский  | Нижний Новгород | 1929—1930          |
| Нолинский      | Нолинск         | 1929—1930          |
| Шарьинский     | Шарья           | 1929—1930          |

#### ОкругаНижне-Волжского края

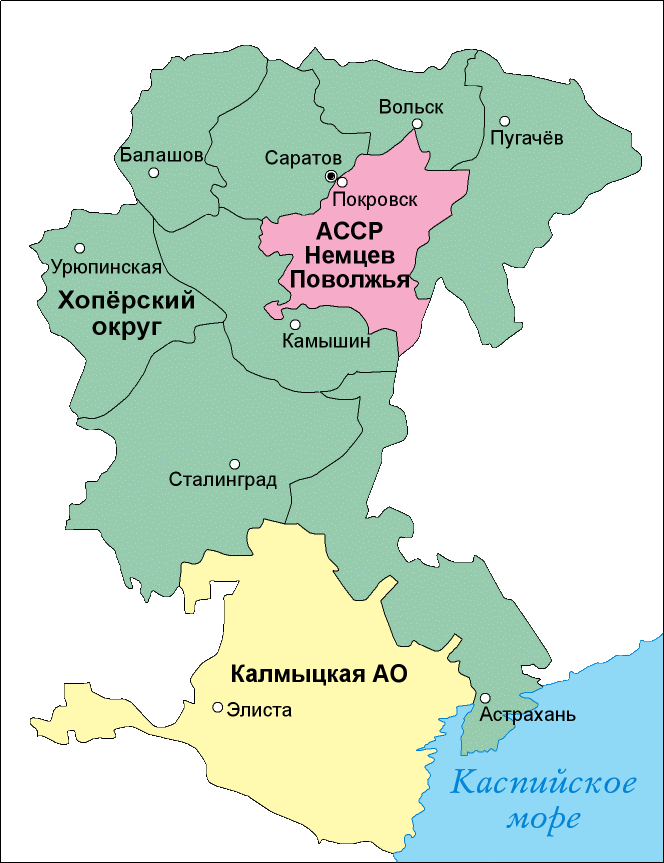
Нижне-Волжский край в 1929 году

| Название       | Центр      | Годы существования |
| -------------- | ---------- | ------------------ |
| Астраханский   | Астрахань  | 1928—1930          |
| Балашовский    | Балашов    | 1928—1930          |
| Вольский       | Вольск     | 1928—1930          |
| Камышинский    | Камышин    | 1928—1930          |
| Пугачёвский    | Пугачёв    | 1928—1930          |
| Саратовский    | Саратов    | 1928—1930          |
| Сталинградский | Сталинград | 1928—1930          |
| Хопёрский      | Урюпинск   | 1928—1930          |

#### ОкругаСеверного края
| Название        | Центр         | Годы существования |
| --------------- | ------------- | ------------------ |
| Архангельский   | Архангельск   | 1929—1930          |
| Вологодский     | Вологда       | 1929—1930          |
| Няндомский      | Няндома       | 1929—1930          |
| Северо-Двинский | Великий Устюг | 1929—1930          |

#### ОкругаСеверо-Кавказского края[4][5]
| Название           | Центр          | Годы существования |
| ------------------ | -------------- | ------------------ |
| Армавирский        | Армавир        | 1924—1930          |
| Донецкий           | Миллерово      | 1924—1930          |
| Донской            | Ростов-на-Дону | 1924—1930          |
| Кубанский          | Краснодар      | 1924—1930          |
| Майкопский         | Майкоп         | 1924—1930          |
| Морозовский        | Морозовская    | 1924—1925          |
| Сальский           | Сальск         | 1924—1930          |
| Ставропольский     | Ставрополь     | 1924—1930          |
| Сунженский         | Слепцовская    | 1924—1929          |
| Таганрогский       | Таганрог       | 1924—1929          |
| Терский            | Пятигорск      | 1924—1930          |
| Черноморский       | Новороссийск   | 1924—1930          |
| Шахтинско-Донецкий | Шахты          | 1924—1930          |

#### ОкругаСибирского края

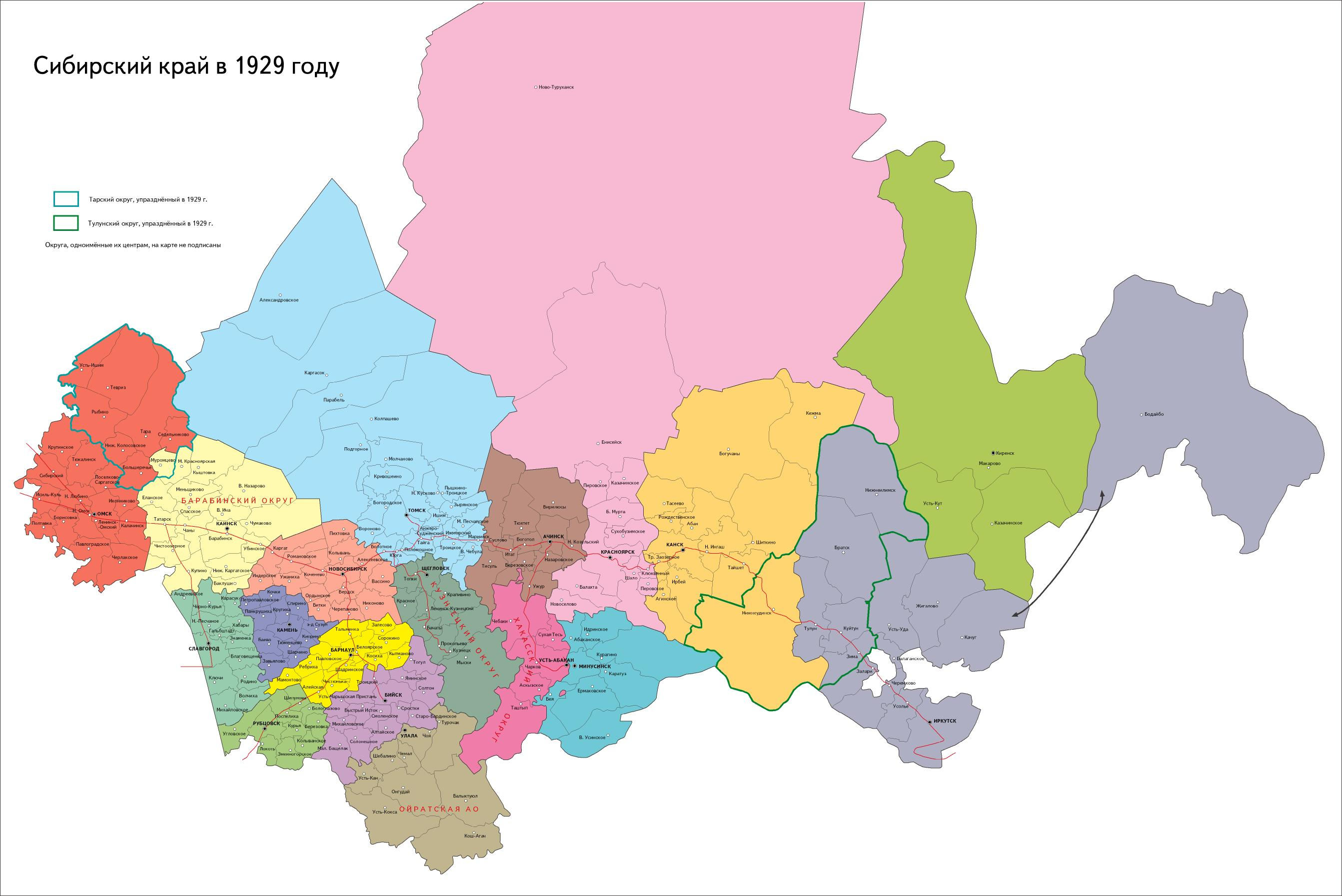
Округа и районы Сибирского края (1929 г.)

| Название      | Центр           | Годы существования |
| ------------- | --------------- | ------------------ |
| Ачинский      | Ачинск          | 1925—1930          |
| Барабинский   | Барабинск       | 1925—1930          |
| Барнаульский  | Барнаул         | 1925—1930          |
| Бийский       | Бийск           | 1925—1930          |
| Иркутский     | Иркутск         | 1926—1930          |
| Каменский     | Камень-на-Оби   | 1925—1930          |
| Канский       | Канск           | 1925—1930          |
| Киренский     | Киренск         | 1926—1930          |
| Красноярский  | Красноярск      | 1925—1930          |
| Кузнецкий     | Кузнецк         | 1925—1930          |
| Минусинский   | Минусинск       | 1925—1930          |
| Новосибирский | Новосибирск     | 1925—1930          |
| Омский        | Омск            | 1925—1930          |
| Рубцовский    | Рубцовск        | 1925—1930          |
| Славгородский | Славгород       | 1925—1930          |
| Тарский       | Тара            | 1925—1929          |
| Томский       | Томск           | 1925—1930          |
| Тулунский     | Тулун           | 1926—1929          |
| Хакасский     | Усть-Абаканское | 1925—1930          |

#### ОкругаСредневолжского края[11]
| Название       | Центр      | Годы существования |
| -------------- | ---------- | ------------------ |
| Бугурусланский | Бугуруслан | 1928—1930          |
| Бузулукский    | Бузулук    | 1928—1929          |
| Кузнецкий      | Кузнецк    | 1928—1930          |
| Мордовский     | Саранск    | 1928—1930          |
| Оренбургский   | Оренбург   | 1928—1930          |
| Пензенский     | Пенза      | 1928—1930          |
| Самарский      | Самара     | 1928—1930          |
| Сызранский     | Сызрань    | 1928—1930          |
| Ульяновский    | Ульяновск  | 1928—1930          |

#### ОкругаЗападной области
| Название     | Центр        | Годы существования |
| ------------ | ------------ | ------------------ |
| Брянский     | Брянск       | 1929—1930          |
| Великолуцкий | Великие Луки | 1929—1930          |
| Вяземский    | Вязьма       | 1929—1930          |
| Клинцовский  | Клинцы       | 1929—1930          |
| Ржевский     | Ржев         | 1929—1930          |
| Рославльский | Рославль     | 1929—1930          |
| Смоленский   | Смоленск     | 1929—1930          |
| Сухиничский  | Сухиничи     | 1929—1930          |

#### ОкругаИвановской Промышленной области
| Название        | Центр       | Годы существования |
| --------------- | ----------- | ------------------ |
| Александровский | Александров | 1929—1930          |
| Владимирский    | Владимир    | 1929—1930          |
| Кинешемский     | Кинешма     | 1929—1930          |
| Костромской     | Кострома    | 1929—1930          |
| Рыбинский       | Рыбинск     | 1929—1930          |
| Шуйский         | Шуя         | 1929—1930          |
| Ярославский     | Ярославль   | 1929—1930          |

#### ОкругаЛенинградской области

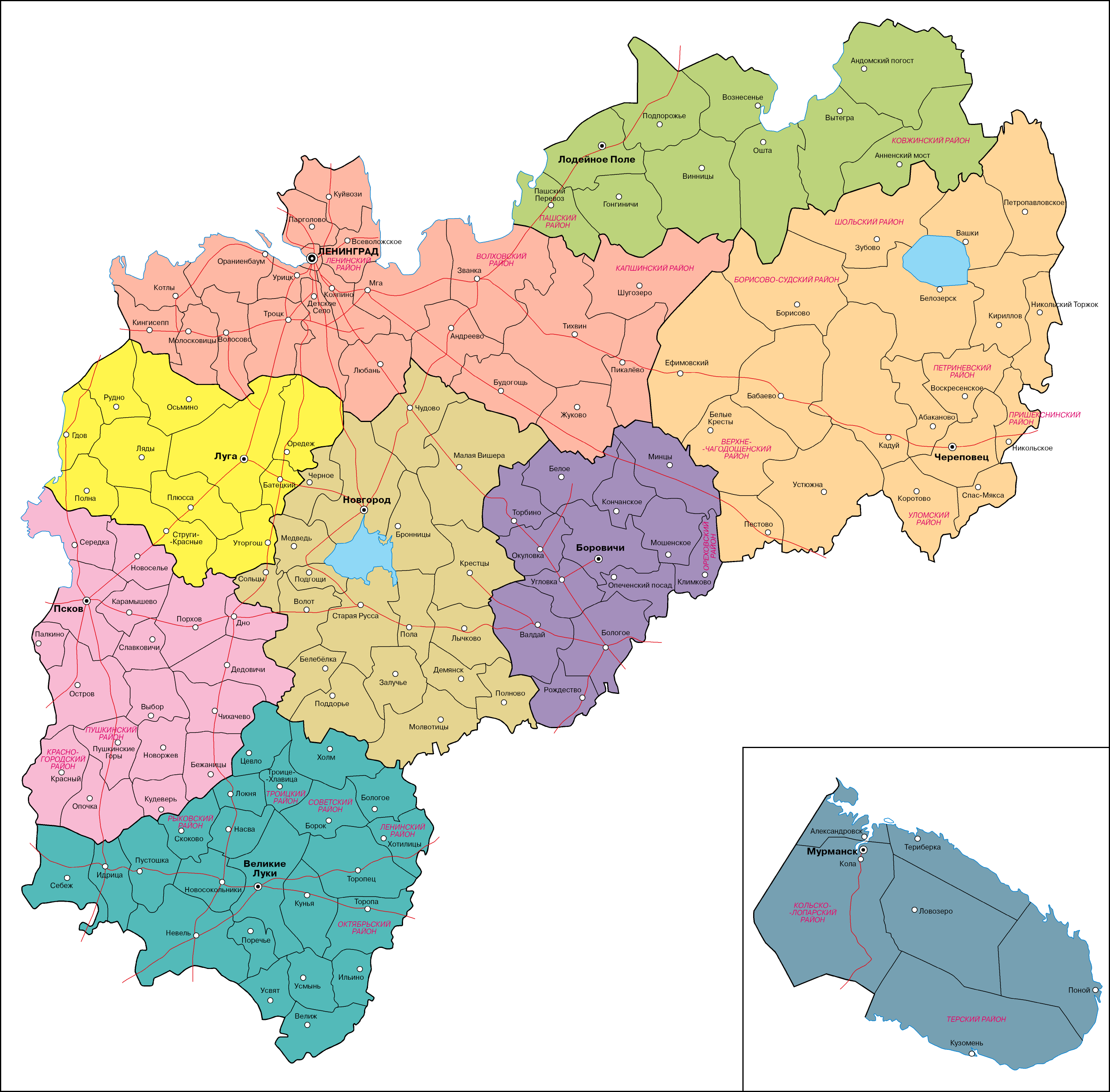
Округа Ленинградской области в 1927 году

| Название        | Центр         | Годы существования |
| --------------- | ------------- | ------------------ |
| Боровичский     | Боровичи      | 1927—1930          |
| Великолукский   | Великие Луки  | 1927—1929          |
| Ленинградский   | Ленинград     | 1927—1930          |
| Лодейнопольский | Лодейное Поле | 1927—1930          |
| Лужский         | Луга          | 1927—1930          |
| Мурманский      | Мурманск      | 1927—1938          |
| Новгородский    | Новгород      | 1927—1930          |
| Псковский       | Псков         | 1927—1930          |
| Череповецкий    | Череповец     | 1927—1930          |

#### ОкругаМосковской области

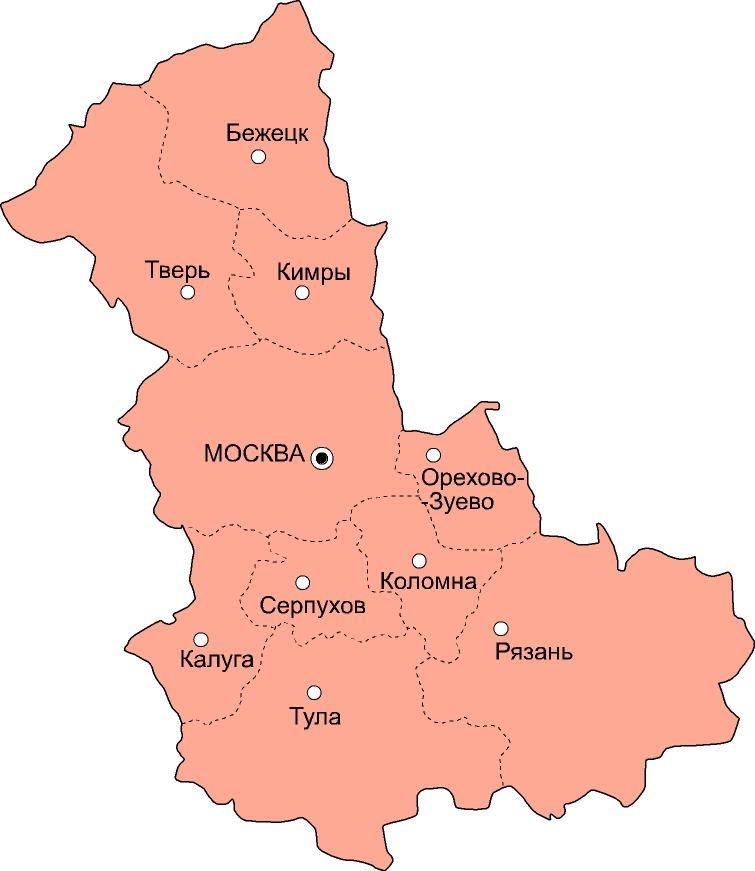
Округа Московской области в 1930 году

| Название         | Центр         | Годы существования |
| ---------------- | ------------- | ------------------ |
| Бежецкий         | Бежецк        | 1929—1930          |
| Калужский        | Калуга        | 1929—1930          |
| Кимрский         | Кимры         | 1929—1930          |
| Коломенский      | Коломна       | 1929—1930          |
| Московский       | Москва        | 1929—1930          |
| Орехово-Зуевский | Орехово-Зуево | 1929—1930          |
| Рязанский        | Рязань        | 1929—1930          |
| Серпуховский     | Серпухов      | 1929—1930          |
| Тверской         | Тверь         | 1929—1930          |
| Тульский         | Тула          | 1929—1930          |

#### ОкругаУральской области

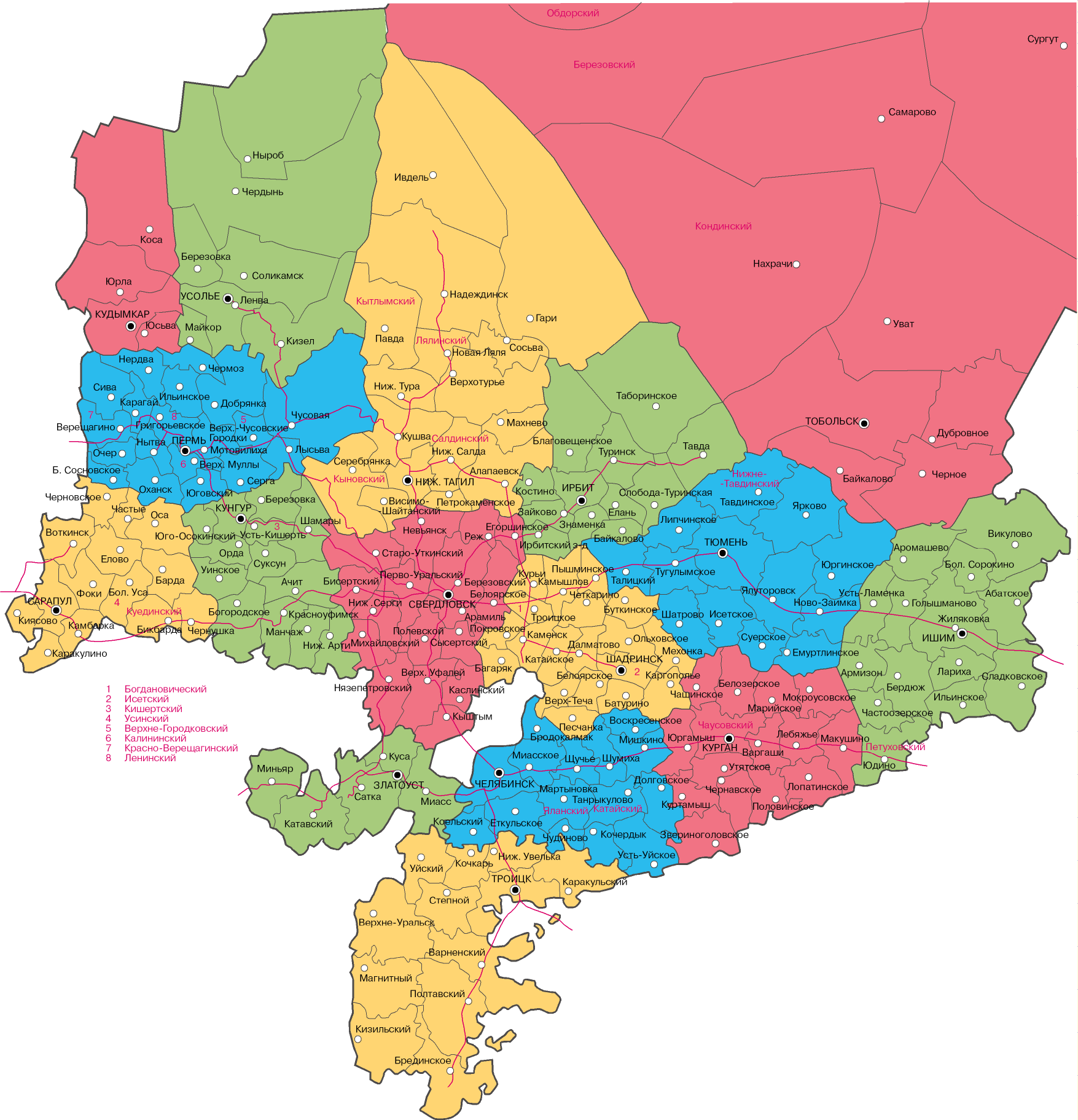
Уральская область на 1 января 1926 (без севера Тобольского округа)

| Название         | Центр        | Годы существования |
| ---------------- | ------------ | ------------------ |
| Верхне-Камский   | Соликамск    | 1923—1930          |
| Екатеринбургский | Екатеринбург | 1923—1924          |
| Златоустовский   | Златоуст     | 1923—1930          |
| Ирбитский        | Ирбит        | 1923—1930          |
| Ишимский         | Ишим         | 1923—1930          |
| Кунгурский       | Кунгур       | 1923—1930          |
| Курганский       | Курган       | 1923—1930          |
| Пермский         | Пермь        | 1923—1930          |
| Сарапульский     | Сарапул      | 1923—1930          |
| Свердловский     | Свердловск   | 1923—1930          |
| Тагильский       | Нижний Тагил | 1923—1930          |
| Тобольский       | Тобольск     | 1923—1932          |
| Троицкий         | Троицк       | 1923—1930          |
| Тюменский        | Тюмень       | 1923—1930          |
| Челябинский      | Челябинск    | 1923—1930          |
| Шадринский       | Шадринск     | 1923—1930          |

#### ОкругаЦентрально-Чернозёмной области
| Название         | Центр        | Годы существования |
| ---------------- | ------------ | ------------------ |
| Белгородский     | Белгород     | 1928—1930          |
| Борисоглебский   | Борисоглебск | 1928—1930          |
| Воронежский      | Воронеж      | 1928—1929          |
| Елецкий          | Елец         | 1928—1930          |
| Козловский       | Козлов       | 1928—1930          |
| Курский          | Курск        | 1928—1930          |
| Льговский        | Льгов        | 1928—1930          |
| Орловский        | Орёл         | 1928—1930          |
| Острогожский     | Острогожск   | 1928—1930          |
| Россошанский     | Россошь      | 1928—1930          |
| Старо-Оскольский | Старый Оскол | 1929—1930          |
| Тамбовский       | Тамбов       | 1928—1930          |
| Усманский        | Усмань       | 1929—1930          |

### ОкругаАзербайджанской ССР
| Название                                | Центр     | Годы существования |
| --------------------------------------- | --------- | ------------------ |
| Бакинский                               | Баку      | 1929—1930          |
| Ганджинский                             | Гянджа    | 1929—1930          |
| Закатальский                            | Закаталы  | 1930               |
| Закатало-Шекинский (Закатало-Нухинский) | Нуха      | 1929—1930          |
| Карабахский                             | Агдам     | 1929—1930          |
| Кубинский                               | Куба      | 1929—1930          |
| Курдистанский                           | Лачин     | 1930               |
| Ленкоранский                            | Ленкорань | 1929—1930          |
| Муганский (Сальянский)                  | Сальяны   | 1929—1930          |
| Нухинский                               | Нуха      | 1930               |
| Ширванский                              | Геокчай   | 1929—1930          |

### ОкругаАрмянской ССР
| Название      | Центр     | Годы существования |
| ------------- | --------- | ------------------ |
| Зангезурский  |           | 1929—1930          |
| Ленинаканский | Ленинакан | 1929—1930          |
| Лорийский     | Караклис  | 1929—1930          |
| Севанский     |           | 1929—1930          |
| Эриванский    | Эривань   | 1929—1930          |

### ОкругаБелорусской ССР

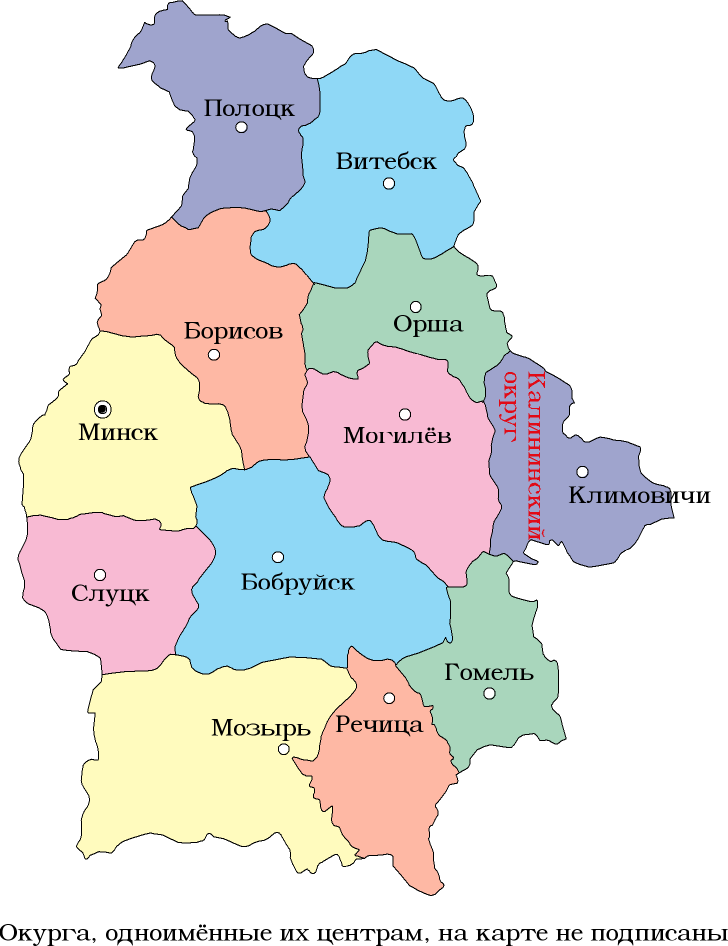
Карта округов Белорусской ССР в 1926 г.

Окружное деление, охватывающее всю территорию БССР, было введено в 1924 году и просуществовало (с изменениями) до 1930 года.
| Название    | Центр     | Годы существования |
| ----------- | --------- | ------------------ |
| Бобруйский  | Бобруйск  | 1924—1930          |
| Борисовский | Борисов   | 1924—1927          |
| Витебский   | Витебск   | 1924—1930          |
| Гомельский  | Гомель    | 1926—1930          |
| Калининский | Климовичи | 1924—1927          |
| Минский     | Минск     | 1924—1930          |
| Могилёвский | Могилёв   | 1924—1930          |
| Мозырский   | Мозырь    | 1924—1930          |
| Оршанский   | Орша      | 1924—1930          |
| Полоцкий    | Полоцк    | 1924—1930          |
| Речицкий    | Речица    | 1926—1927          |
| Слуцкий     | Слуцк     | 1924—1927          |

### ОкругаГрузинской ССР
В Грузинской ССР округа существовали параллельно с уездами (4 округа и 9 уездов).
| Название    | Центр  | Годы существования |
| ----------- | ------ | ------------------ |
| Горийский   | Гори   | 1929—1930          |
| Кахетинский | Телав  | 1929—1930          |
| Кутаисский  | Кутаис | 1929—1930          |
| Тифлисский  | Тифлис | 1929—1930          |

### ОкругаТаджикской ССР
| Название         | Центр       | Годы существования |
| ---------------- | ----------- | ------------------ |
| Гармский         | Гарм        | 1929—1931          |
| Гиссарский       | Сталинабад  | 1929—1930          |
| Кулябский        | Куляб       | 1929—1930          |
| Курган-Тюбинский | Курган-Тюбе | 1929—1930          |
| Пенджикентский   | Пенджикент  | 1929—1930          |
| Ура-Тюбинский    | Ура-Тюбе    | 1929—1930          |
| Ходжентский      | Ходжент     | 1929—1930          |

### ОкругаТуркменской ССР

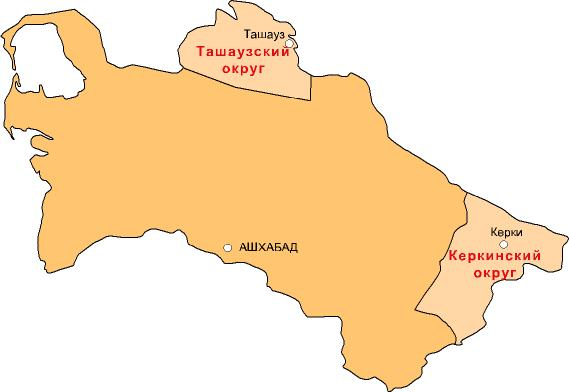
Округа Туркменской ССР в 1938

| Название    | Центр     | Годы существования |
| ----------- | --------- | ------------------ |
| Керкинский  | Керки     | 1924—1930          |
| Мервский    | Мерв      | 1924—1926          |
| Полторацкий | Полторацк | 1924—1926          |
| Ташаузский  | Ташауз    | 1924—1930          |
| Чарджуйский | Чарджоу   | 1924—1930          |

### ОкругаУзбекской ССР

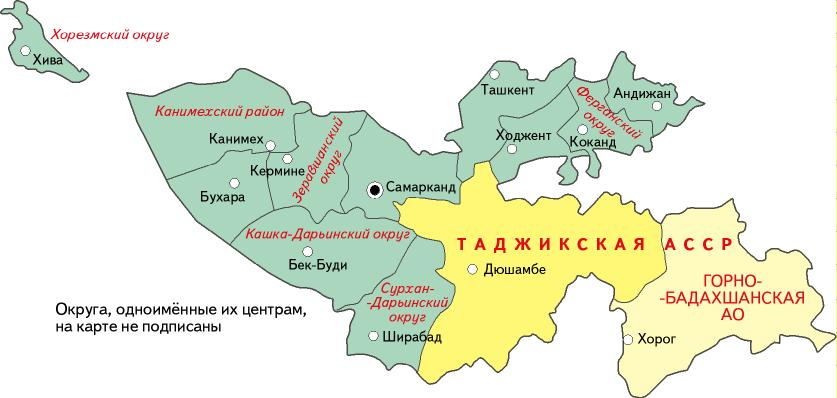
Узбекская ССР в 1927 году

| Название          | Центр     | Годы существования |
| ----------------- | --------- | ------------------ |
| Андижанский       | Андижан   | 1926—1930          |
| Бухарский         | Бухара    | 1926—1930          |
| Зеравшанский      | Кермине   | 1926—1930          |
| Кашка-Дарьинский  | Бек-Буди  | 1926—1930          |
| Самаркандский     | Самарканд | 1926—1930          |
| Сурхан-Дарьинский | Термез    | 1926—1930          |
| Ташкентский       | Ташкент   | 1926—1930          |
| Ферганский        | Коканд    | 1926—1930          |
| Ходжентский       | Ходжент   | 1926—1929          |
| Хорезмский        | Хива      | 1926—1930          |

### ОкругаУкраинской ССР
В 1923 году губернии, входившие в состав УССР, были разделены на округа (вместо уездов), которые, в свою очередь, делились на районы (вместо волостей). В 1925 году губернии на Украине были ликвидированы, и округа перешли в непосредственное подчинение республике, группируясь по экономическим зонам (Полесье, Правобережье, Степь), количество которых в 1925—1930 годах разнилось.

Округа УССР в 1929—1930 годах

| Название           | Центр                                     | Годы существования   | Губерния (1923—1925)       |
| ------------------ | ----------------------------------------- | -------------------- | -------------------------- |
| Александрийский    | Александрия                               | 1923—1925            | Одесская губерния          |
| Артёмовский        | Бахмут                                    | 1923—1930            | Донецкая губерния          |
| Ахтырский          | Ахтырка                                   | 1923—1925            | Харьковская губерния       |
| Балтский           | Балта                                     | 1923—1924            | Одесская губерния          |
| Белоцерковский     | Белая Церковь                             | 1923—1930            | Киевская губерния          |
| Бердичевский       | Бердичев                                  | 1923—1930            | Киевская губерния          |
| Бердянский         | Бердянск                                  | 1923—1925            | Екатеринославская губерния |
| Богодуховский      | Богодухов                                 | 1923                 | Харьковская губерния       |
| Винницкий          | Винница                                   | 1923—1930            | Подольская губерния        |
| Волынский          | Житомир                                   | 1923—1930            | Волынская губерния         |
| Гайсинский         | Гайсин                                    | 1923—1925            | Подольская губерния        |
| Глуховский         | Глухов                                    | 1923—1930            | Черниговская губерния      |
| Днепропетровский   | Днепропетровск                            | 1926—1930            |                            |
| Екатеринославский  | Екатеринослав                             | 1923—1926            | Екатеринославская губерния |
| Запорожский        | Запорожье                                 | 1923—1930            | Екатеринославская губерния |
| Зиновьевский       | Зиновьевск                                | 1923—1930            | Одесская губерния          |
| Золотоношский      | Золотоноша                                | 1923—1925            | Полтавская губерния        |
| Изюмский           | Изюм                                      | 1923—1930            | Харьковская губерния       |
| Каменец-Подольский | Каменец-Подольский                        | 1923—1930            | Подольская губерния        |
| Киевский           | Киев                                      | 1923—1930            | Киевская губерния          |
| Конотопский        | Конотоп                                   | 1923—1930            | Черниговская губерния      |
| Коростеньский      | Коростень                                 | 1923—1930            | Волынская губерния         |
| Красноградский     | Красноград                                | 1923—1925            | Полтавская губерния        |
| Кременчугский      | Кременчуг                                 | 1923—1930            | Полтавская губерния        |
| Криворожский       | Кривой Рог                                | 1923—1930            | Екатеринославская губерния |
| Купянский          | Купянск                                   | 1923—1930            | Харьковская губерния       |
| Лубенский          | Лубны                                     | 1923—1930            | Полтавская губерния        |
| Луганский          | Луганск                                   | 1923—1930            | Донецкая губерния          |
| Малинский          | Малин                                     | 1923—1924            | Киевская губерния          |
| Мариупольский      | Мариуполь                                 | 1923—1930            | Донецкая губерния          |
| Мелитопольский     | Мелитополь                                | 1923—1930            | Екатеринославская губерния |
| Могилёв-Подольский | Могилёв-Подольский                        | 1923—1930            | Подольская губерния        |
| Нежинский          | Нежин                                     | 1923—1930            | Черниговская губерния      |
| Николаевский       | Николаев                                  | 1923—1930            | Одесская губерния          |
| Одесский           | Одесса                                    | 1923—1930            | Одесская губерния          |
| Павлоградский      | Павлоград                                 | 1923—1926            | Екатеринославская губерния |
| Первомайский       | Первомайск                                | 1923—1930            | Одесская губерния          |
| Полтавский         | Полтава                                   | 1923—1930            | Полтавская губерния        |
| Прилукский         | Прилуки                                   | 1923—1930            | Полтавская губерния        |
| Проскуровский      | Проскуров                                 | 1923—1930            | Подольская губерния        |
| Роменский          | Ромны                                     | 1923—1930            | Полтавская губерния        |
| Сновский           | Сновск                                    | 1923—1925            | Черниговская губерния      |
| Сталинский         | Сталино                                   | 1923—1930            | Донецкая губерния          |
| Старобельский      | Старобельск                               | 1923—1930            | Донецкая губерния          |
| Сумской            | Сумы                                      | 1923—1930            | Харьковская губерния       |
| Таганрогский       | Таганрог                                  | 1923—1924            | Донецкая губерния          |
| Тульчинский        | Тульчин                                   | 1923—1930            | Подольская губерния        |
| Уманский           | Умань                                     | 1923—1930            | Киевская губерния          |
| Харьковский        | Харьков                                   | 1923—1930            | Харьковская губерния       |
| Херсонский         | Херсон                                    | 1923—1930            | Одесская губерния          |
| Черкасский         | Черкассы                                  | 1923—1927            | Киевская губерния          |
| Черниговский       | Чернигов                                  | 1923—1930            | Черниговская губерния      |
| Шахтинский         | Шахты                                     | 1923—1924            | Донецкая губерния          |
| Шевченковский      | Корсунь (1923—1925), Черкассы (1927—1930) | 1923—1925, 1927—1930 | Киевская губерния          |
| Шепетовский        | Шепетовка                                 | 1923—1930            | Волынская губерния         |

## Округа СССР в 1930—1947 годах
В 1930—1947 годах округа создавались и функционировали в окраинных частях республик, краёв и областей СССР. Как правило, их создание диктовалось нуждами управления в отдалённых районах нового хозяйственного освоения, либо (в Белоруссии и на Украине) соображениями военно-стратегического характера.

### Округа РСФСР
| Название            | Центр               | Годы существования | Входил в                                               |
| ------------------- | ------------------- | ------------------ | ------------------------------------------------------ |
| Алданский           | Алдан               | 1939—1947          | Якутская АССР                                          |
| Астраханский        | Астрахань           | 1937—1943          | Сталинградская область                                 |
| Великолукский       | Великие Луки        | 1935—1938          | Калининская область                                    |
| Грозненский         | Грозный             | 1944               | Ставропольский край                                    |
| Гурьевский          | Гурьев              | 1933—1936          | Западно-Казахстанская область                          |
| Каркаралинский      | Каркаралинск        | 1934—1936          | Карагандинская область                                 |
| Кизлярский          | Кизляр              | 1938—1944          | Орджоникидзевский край                                 |
| Кингисеппский       | Кингисепп           | 1935—1940          | Ленинградская область                                  |
| Колымский           | Магадан             | 1939               | Хабаровский край                                       |
| Магнитогорский      | Магнитогорск        | 1934—1936          | Челябинская область                                    |
| Мурманский          | Мурманск            | 1927—1938          | Ленинградская область                                  |
| Нарымский           | Колпашево           | 1932—1944          | Западно-Сибирский край (до 1937) Новосибирская область |
| Нижне-Амурский      | Николаевск-на-Амуре | 1932—1934          | Дальне-Восточный край                                  |
| Опочецкий           | Опочка              | 1937—1941          | Калининская область                                    |
| Орский промышленный | Орск                | 1934               | Средне-Волжский край                                   |
| Печорский           | Усть-Уса            | 1936—1941          | Коми АССР                                              |
| Псковский           | Псков               | 1935—1940          | Ленинградская область                                  |
| Северо-Донской      | Миллерово           | 1934—1937          | Азово-Черноморский край                                |
| Тарский             | Тара                | 1933—1940          | Западно-Сибирский край (до 1934) Омская область        |
| Тобольский          | Тобольск            | 1935—1944          | Омская область                                         |

### ОкругаБелорусской ССР

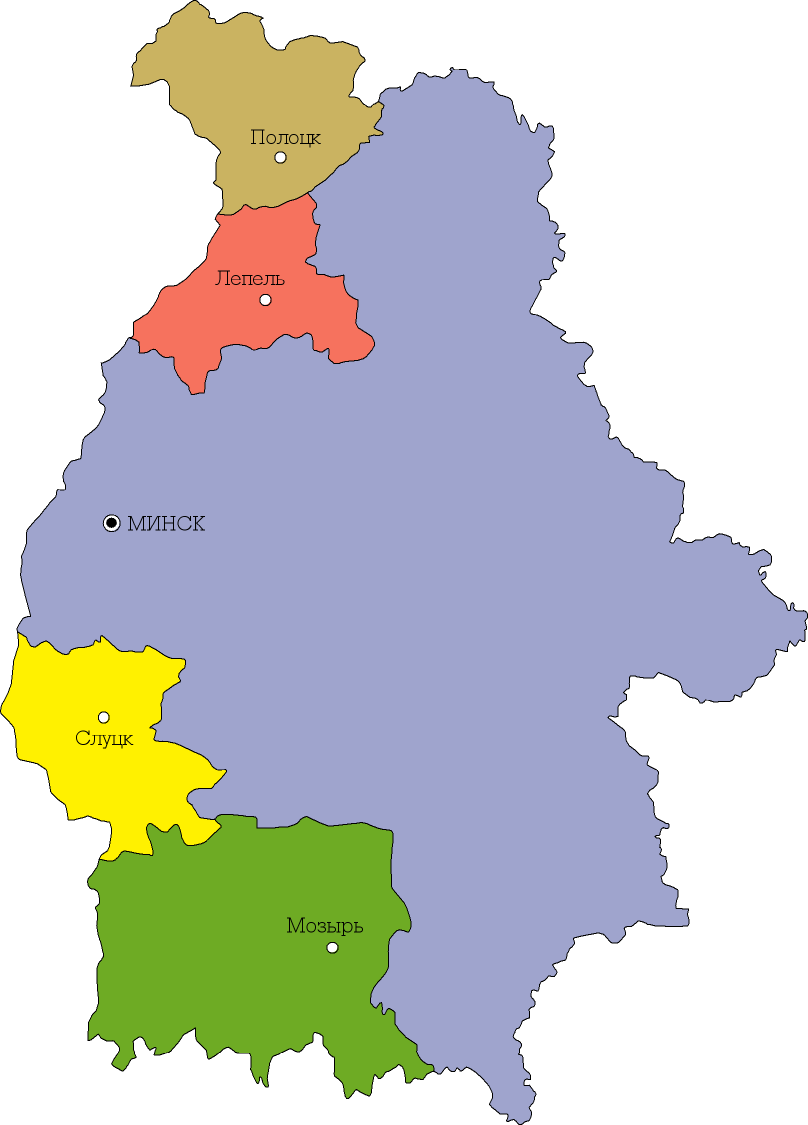
Округа Белорусской ССР в 1935—1938 годах

В 1935—1938 годах (до введения областного деления) в районах, прилегающих к границе с Польшей было образовано 4 округа.
| Название   | Центр  | Годы существования |
| ---------- | ------ | ------------------ |
| Лепельский | Лепель | 1935—1938          |
| Мозырский  | Мозырь | 1935—1938          |
| Полоцкий   | Полоцк | 1935—1938          |
| Слуцкий    | Слуцк  | 1935—1938          |

### ОкругаКиргизской ССР
Территория Киргизской ССР была разделена на округа в 1938 году. Через год все округа были преобразованы в области.
| Название        | Центр       | Годы существования |
| --------------- | ----------- | ------------------ |
| Джалал-Абадский | Джалал-Абад | 1938—1939          |
| Иссык-Кульский  | Каракол     | 1938—1939          |
| Ошский          | Ош          | 1938—1939          |
| Тянь-Шанский    | Нарын       | 1938—1939          |

### ОкругаТаджикской ССР
Территория Таджикской ССР была разделена на округа в 1938 году. Через год все округа были преобразованы в области.
| Название      | Центр     | Годы существования |
| ------------- | --------- | ------------------ |
| Гармский      | Гарм      | 1938—1939          |
| Кулябский     | Куляб     | 1938—1939          |
| Ленинабадский | Ленинабад | 1938—1939          |

### ОкругаТуркменской ССР
| Название   | Центр  | Годы существования |
| ---------- | ------ | ------------------ |
| Керкинский | Керки  | 1933—1939          |
| Ташаузский | Ташауз | 1932—1939          |

### ОкругаУзбекской ССР
| Название          | Центр    | Годы существования |
| ----------------- | -------- | ------------------ |
| Кашка-Дарьинский  | Бек-Буди | 1935—1938          |
| Сурхан-Дарьинский | Термез   | 1935—1941          |
| Хорезмский        | Ургенч   | 1932—1938          |

### ОкругаУкраинской ССР
В 1935—1937 годах в районах, прилегающих к границе с Польшей было образовано 6 округов. Кроме того, существовал Старобельский округ на востоке Украины, а в 1936 был образован Житомирский округ в Киевской области.

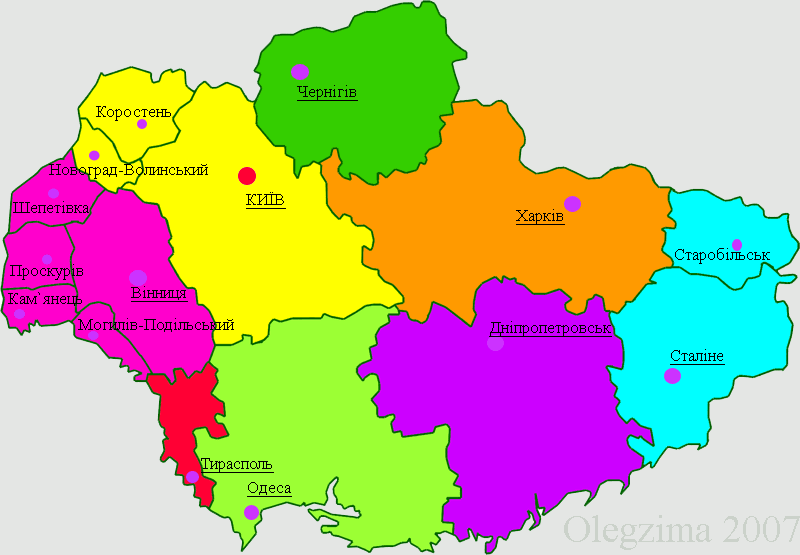
Области и округа УССР в 1935—1936 годах

| Название           | Центр              | Годы существования | Область           |
| ------------------ | ------------------ | ------------------ | ----------------- |
| Житомирский        | Житомир            | 1936—1937          | Киевская область  |
| Каменец-Подольский | Каменец-Подольский | 1935—1937          | Винницкая область |
| Коростеньский      | Коростень          | 1935—1937          | Киевская область  |
| Могилёв-Подольский | Могилёв-Подольский | 1935—1937          | Винницкая область |
| Новоград-Волынский | Новоград-Волынский | 1935—1937          | Киевская область  |
| Проскуровский      | Проскуров          | 1935—1937          | Винницкая область |
| Старобельский      | Старобельск        | 1933—1938          | Донецкая область  |
| Шепетовский        | Шепетовка          | 1935—1937          | Винницкая область |

## Округа 1952—1953 годов
В январе 1952 года на округа были разделены 3 ССР и 1 АССР. Однако уже через год окружное деление было отменено.

### ОкругаАрмянской ССР
| Название      | Центр     | Годы существования |
| ------------- | --------- | ------------------ |
| Ереванский    | Ереван    | 1952—1953          |
| Кироваканский | Кировакан | 1952—1953          |
| Ленинаканский | Ленинакан | 1952—1953          |

### ОкругаКарело-Финской ССР
| Название       | Центр        | Годы существования |
| -------------- | ------------ | ------------------ |
| Петрозаводский | Петрозаводск | 1952—1953          |
| Сегежский      | Сегежа       | 1952—1953          |

### ОкругаМолдавской ССР

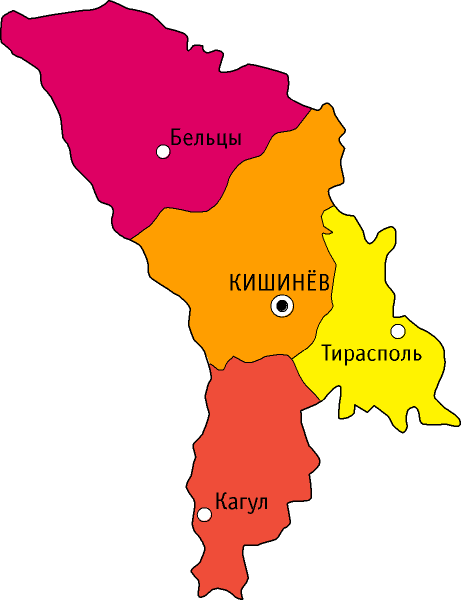
Округа Молдавской ССР в 1952 году

| Название      | Центр     | Годы существования |
| ------------- | --------- | ------------------ |
| Бельцкий      | Бельцы    | 1952—1953          |
| Кагульский    | Кагул     | 1952—1953          |
| Кишинёвский   | Кишинёв   | 1952—1953          |
| Тираспольский | Тирасполь | 1952—1953          |

### ОкругаДагестанской АССР

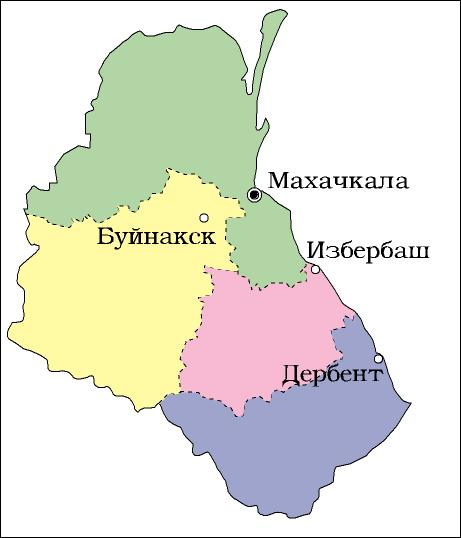
Округа Дагестанской АССР в 1953 году

| Название       | Центр     | Годы существования |
| -------------- | --------- | ------------------ |
| Буйнакский     | Буйнакск  | 1952—1953          |
| Дербентский    | Дербент   | 1952—1953          |
| Избербашский   | Избербаш  | 1952—1953          |
| Махачкалинский | Махачкала | 1952—1953          |

### Подобные современные единицы
- Области (марзы) Армении
- Регионы (края) Грузии
- Административные округа Москвы
- Районы Украины (с 2020 г.)
- С 1995 по 2010 гг. административно-территориальными единицами являлись уезды Литвы (сейчас это только территориальные единицы для статистических целей)
- С 1999 по 2002 гг. существовали уезды (жудецы) Молдовы